# Main-Sieg-Express
| Kopfbahnhof Streckenanfang           | 0   | Siegen Hbf                              | IC                               |
|                                      |     | (zweistündlich Halt an allen Stationen) |                                  |
| Bahnhof                              | 25  | Haiger                                  | Haiger                           |
|                                      |     | (zweistündlich Halt an allen Stationen) |                                  |
| Bahnhof                              | 32  | Dillenburg                              | IC                               |
| Bahnhof                              | 36  | Herborn (Dillkr)                        | Herborn (Dillkr)                 |
| Bahnhof                              | 60  | Wetzlar                                 | IC                               |
| Verschwenkung von links              |     |                                         |                                  |
| Strecke · Kopfbahnhof Streckenanfang |     | Kassel Hbf                              | Kassel Hbf                       |
| Strecke · Bahnhof                    |     | Kassel-Wilhelmshöhe                     | ICE, IC                          |
| Strecke · Bahnhof                    |     | Baunatal-Guntershausen                  | Baunatal-Guntershausen           |
| Strecke                              |     | (Halt an allen Stationen)               | (Halt an allen Stationen)        |
| Strecke · Bahnhof                    |     | Kirchhain (Bz Kassel)                   | Kirchhain (Bz Kassel)            |
| Strecke · Bahnhof                    |     | Cölbe (nur Fahrtrichtung Kassel)        | Cölbe (nur Fahrtrichtung Kassel) |
| Strecke · Bahnhof                    |     | Marburg (Lahn)                          | ICE                              |
| Strecke · Bahnhof                    | 73  | Gießen                                  | ICE                              |
|                                      |     | (Flügelung in Gießen)                   |                                  |
| Bahnhof mit S-Bahn-Halt              | 105 | Friedberg (Hess)                        | ICE                              |
|                                      | 139 | Frankfurt (Main) Hbf                    | ICE, IC                          |

| Kopfbahnhof Streckenanfang | 0   | Siegen Hbf                 | IC                         |
| Bahnhof                    | 25  | Haiger                     | Haiger                     |
| Bahnhof                    | 32  | Dillenburg                 | IC                         |
| Bahnhof                    | 36  | Herborn (Dillkr)           | Herborn (Dillkr)           |
| Bahnhof                    | 49  | Ehringshausen (Kr Wetzlar) | Ehringshausen (Kr Wetzlar) |
| Bahnhof                    | 60  | Wetzlar                    | IC                         |
| Bahnhof                    | 88  | Ostheim (b Butzbach)       | (nur morgens)              |
| Bahnhof                    | 96  | Bad Nauheim                | IC                         |
| Bahnhof mit S-Bahn-Halt    | 118 | Bad Vilbel                 | (nur morgens)              |
| Bahnhof mit S-Bahn-Halt    | 131 | Frankfurt (Main) West      | Frankfurt (Main) West      |
|                            | 135 | Frankfurt (Main) Hbf       | ICE, IC                    |

Der Main-Sieg-Express, auch Main-Lahn-Sieg-Express genannt, ist eine Regional-Express-Linie im Nahverkehr der Länder Nordrhein-Westfalen und Hessen von Siegen über Gießen nach Frankfurt am Main. Er wird von der Hessischen Landesbahn (HLB) betrieben.

## Geschichte
Am 25. Juni 2008 gaben der Rhein-Main-Verkehrsverbund (RMV) und der Zweckverband Nahverkehr Westfalen-Lippe (NWL) in einer gemeinsamen Presseerklärung bekannt, dass die Hessische Landesbahn (HLB) die europaweite Ausschreibung gewonnen hat und somit ab dem 12. Dezember 2010 den Betrieb auf der Linie für 13 Jahre übernehmen wird. Bis zum Fahrplanwechsel 2010/2011 im Dezember 2010 war die DB Regio Hessen Betreiber dieser Linie, welche nach dem Wegfall des Fernverkehrs zwischen Siegen-Weidenau und Frankfurt im Jahr 2001 zunächst als Interregio-Express eingerichtet wurde. Aufgrund von Kapazitätsproblemen auf der Main-Weser-Bahn war die Linie jedoch in den ersten Jahren gegenüber dem Interregio von einer deutlich längeren Reisezeit geprägt. Reiseverbindungen mit Umstieg in Gießen waren bis zu 20 Minuten schneller als die Direktverbindung. In der Vergangenheit wechselte sich die Linie RE 30 Frankfurt–Kassel stündlich mit der IC-Linie 26 ab, welche nicht mit RMV-Fahrkarten benutzt werden konnte. Der damals noch als RE 40 bezeichnete Main-Sieg-Express verkehrte dagegen außerhalb dieses RE-/IC-Taktes, mit zusätzlichen Zwischenhalten bis Frankfurt, was die erwähnte längere Reisezeit zur Folge hatte.
Erst die Verschiebung der IC-Linie 26 im Dezember 2009 im Fahrplantakt zwischen Gießen und Frankfurt ermöglichte dem Main-Sieg-Express wieder kurze Reisezeiten, fast wie zu Interregio-Zeiten. Die IC-Linie, welche 2018 in eine ICE-Linie umgewandelt wurde, verkehrt seitdem im stündlichen Wechsel mit den schnellen Mittelhessen-Express-Verbindungen zwischen Gießen und Frankfurt.
Vor dem Betreiberwechsel im Jahre 2010 waren die zweistündlichen Kurzläufer Siegen–Gießen in den Rhein-Sieg-Express der DB Regio NRW integriert mit durchgebundenen Zügen von Aachen über Köln und Siegen nach Gießen. Der auch damals bereits bestehende, abendlich verkehrende RE-Sprinter (siehe Bedienungsangebot) aus Frankfurt in Richtung Siegen ohne Halt in Gießen sowie ein weiterer, abends regulär aus Frankfurt in Richtung Norden verkehrender Zug wurden ab Siegen im Korridor des Rhein-Sieg-Expresses von Frankfurt bis Köln durchgebunden. Dies waren die einzigen je bestehenden Regionalzüge, die von Frankfurt bis Köln durchfuhren. In der Gegenrichtung gab es allerdings keine durchgehenden Züge von Köln nach Frankfurt.

## Zuglauf
Der Zug verkehrt als RE 99 von Siegen Hbf über die Dillstrecke bis Gießen mit Halt in Haiger, Dillenburg, Herborn und Wetzlar. In Gießen wird er mit einem unter der Bezeichnung RE 98 verkehrenden Flügelzug aus Kassel Hbf zusammengekoppelt und fährt nach Fahrtrichtungswechsel über die Main-Weser-Bahn weiter nach Frankfurt (Main) Hauptbahnhof mit Halt in Friedberg.

## Fahrzeuge
Es werden Triebfahrzeuge vom Typ Stadler Flirt eingesetzt. Zwischen Siegen und Gießen sowie zwischen Kassel und Gießen fährt je ein fünf-teiliges Fahrzeug. Ab Gießen wird dann in Doppeltraktion bis Frankfurt gefahren. Bis Dezember 2010 wurde die Strecke Siegen–Frankfurt über viele Jahre hinweg mit Lokomotiven der Baureihe 111 und je fünf oder sechs Doppelstockwagen befahren oder alternativ mit sechs n-Wagen gezogen von einer Lok der Baureihe 110.

## Bedienungsangebot
Auf dem Abschnitt Siegen–Gießen verkehrt der Zug tagsüber annähernd stündlich, alle zwei Stunden wird eine durchgehende Fahrt zwischen Siegen und Frankfurt angeboten, in den werktäglichen Hauptverkehrszeiten auch mehrere stündlich durchgehende hintereinander, inkl. der unten erwähnten Sprinter. Alle zwei Stunden halten die Züge zwischen Siegen und Dillenburg an allen Stationen. In Tagesrandlage gibt es zudem einzelne Fahrten, welche zwischen Dillenburg und Gießen überall halten. Auf der Flügelstrecke von und nach Kassel hält der Zug zwischen Kirchhain und Baunatal-Guntershausen überall. Die Stationen Kassel-Oberzwehren und Baunatal-Rengershausen werden seit Dezember 2018 nur noch zu bestimmten Zeiten (zumeist in Tagesrandlagen) bedient.
Zwischen Gießen und Frankfurt steht gemeinsam mit der Linie RE 30 an allen Tagen ein schneller, stündlicher Regional-Express zur Verfügung. Beide Linien halten ansonsten nur in Friedberg (Hessen) und vereinzelt auch in Frankfurt West.
Zudem wird eine schnelle Verbindung für Berufspendler von der Dillstrecke nach Frankfurt angeboten. Werktags außer samstags verkehrt je Richtung ein RE-Sprinter, der die Verbindungsstrecke Dutenhofen–Gießen-Bergwald befährt. Dadurch entfällt der Halt und der zeitaufwändige Fahrtrichtungswechsel in Gießen. Die RE-Sprinter sind bis auf die IC-Züge der Linie Frankfurt–Dortmund die einzigen beiden Personenzüge auf der Main-Weser-Bahn, die planmäßig nicht in Friedberg halten.

## Anschlüsse
Durch den Betreiberwechsel im Dezember 2010 sind alle durchgehenden Züge zwischen Köln und Gießen entfallen. Es muss nun in Siegen Hbf grundsätzlich umgestiegen werden. Dort bestehen Anschlüsse an den Rhein-Sieg-Express (RE 9) von und nach Siegburg/Köln/Aachen und an den Dortmund-Siegerland-Express (RE 34) von und nach Dortmund. Züge mit dem Zuglauf Siegen–Gießen haben in Gießen immer Anschluss an die RMV-Linie RE 30 Richtung Frankfurt und Kassel. Am Frankfurter Hauptbahnhof bestehen sehr zeitnahe Anschlüsse an die ICE-Linien nach München, wahlweise über Nürnberg oder Stuttgart (Linie 41 bzw. 11) sowie an die ICE-Linie 20 Richtung Basel.
Der Kasseler Flügelzug hat in Marburg Anschluss an die Burgwaldbahn (RE/RB 97) nach Frankenberg (Eder) / Brilon Stadt und am Bahnhof Kassel-Wilhelmshöhe an die ICE-Linie 26 Richtung Hannover.
In Gießen ist alle zwei Stunden der Umstieg von Siegen in den Flügelzug nach Kassel und umgekehrt möglich.

## Zukunft
In einer Neuausschreibung für die beiden Linien RE 98 und RE 99 konnte sich die Hessische Landesbahn erneut durchsetzen. Der Vertrag hat eine Laufzeit von weiteren 13 Jahren und beginnt im Dezember 2025. Grundlegende Veränderungen wird es mit dem neuen Vertrag nicht geben, da die aktuellen Fahrzeuge weiterhin eingesetzt werden und die Abfahrtszeiten in Frankfurt, Siegen und Kassel nahezu unverändert bleiben. Die beiden Sprinterzüge sind jedoch nicht mehr Bestandteil des neuen Vertrages, weil die dafür eingesetzten beiden FLIRT-Triebfahrzeuge zukünftig in der Hauptverkehrszeit den RE 98 verstärken werden. Der RMV kündigte jedoch an, bis zum Beginn des neuen Verkehrsvertrags für diese Züge noch eine vertragliche Vereinbarung zu treffen. Ab Dezember 2026 sollen die ICE-Linie 26 in einer anderen Lage verkehren und Züge der Linie RE 98 in Stadtallendorf überholen. Um die dadurch entstehende Fahrzeitverlängerung zu kompensieren, halten die Regionalzüge dann nicht mehr in Cölbe.